# De vrouw als eunuch
De vrouw als eunuch (Engels: The Female Eunuch) is een non-fictieboek van de Australisch-Britse radicale feministe Germaine Greer uit 1970. Het boek was controversieel, werd een internationale bestseller en leverde een belangrijke bijdrage aan de tweede feministische golf. 
Greers centrale hypothese is dat het patriarchaat vrouwen haat en dat vrouwen die haat internaliseren, waardoor zij gaan walgen van hun eigen lichaam en seksualiteit. Dat maakt hen tot spreekwoordelijke eunuchen, niet langer in staat om het genot van seks te ervaren. De auteur ontleedt ideeën zoals vrouw-zijn en vrouwelijkheid. Als oplossing schuift de auteur een radicale breuk met de gevestigde maatschappij naar voren, een revolutie.
MacGibbon & Kee gaf het boek uit in Londen in 1970. Sindsdien is het boek meermaals opnieuw uitgegeven en vertaald. In 1991 voegde de auteur een voorwoord toe waarin ze terugblikt op het oorspronkelijke werk. In 1999 bracht Greer De hele vrouw (The Whole Woman) uit als vervolg.